# Super Smash Bros. for Nintendo 3DS och Wii U
Super Smash Bros. for Nintendo 3DS och Super Smash Bros. for Wii U, det fjärde spelet i Super Smash Bros.-serien, är ett fightingspel som utvecklades av Sora Ltd. i samarbete med Namco Bandai Games till Nintendo 3DS och Wii U och ges ut av Nintendo. Nintendo 3DS-versionen gavs ut den 13 september 2014 i Japan, och i oktober 2014 i övriga regioner. Wii U-versionen gavs ut i november 2014 i Europa, Nordamerika och Australien, och i december samma år i Japan.

## Spelbara figurer

### Tillgängliga i grundspelet
- Mario (Mario)
- Luigi (Mario)
- Peach (Mario)
- Bowser (Mario)
- Bowser Jr., med de sju Koopaling-figurerna som varianter (Mario)
- Rosalina och Luma (Mario)
- Dr. Mario (Mario)
- Link (The Legend of Zelda)
- Zelda (The Legend of Zelda)
- Sheik (The Legend of Zelda)
- Toon Link (The Legend of Zelda)
- Ganondorf (The Legend of Zelda)
- Donkey Kong (Donkey Kong)
- Diddy Kong (Donkey Kong)
- Fox (Star Fox)
- Falco (Star Fox)
- Pikachu (Pokémon)
- Lucario (Pokémon)
- Charizard (Pokémon)
- Greninja (Pokémon)
- Samus (Metroid)
- Zero Suit Samus (Metroid)
- Marth (Fire Emblem)
- Ike (Fire Emblem)
- Lucina (Fire Emblem)
- Robin, både kvinnlig och manlig (Fire Emblem)
- Sonic (Sonic the Hedgehog)
- Pikmin och Olimar, med Alph som variant (Pikmin)
- Wii Fit Trainer, både kvinnlig och manlig (Wii Fit)
- Mega Man (Mega Man)
- Villager, i flera varianter, både kvinnliga och manliga (Animal Crossing)
- Kirby (Kirby)
- King Dedede (Kirby)
- Meta Knight (Kirby)
- Pit (Kid Icarus)
- Palutena (Kid Icarus)
- Dark Pit (Kid Icarus)
- Little Mac (Punch-Out!!)
- Yoshi (Yoshi)
- Mii, i de olika varianterna Brawler, Swordfighter och Gunner
- Pac-Man (Pac-Man)
- Captain Falcon (F-Zero)
- Shulk (Xeno)
- Duck Hunt Duo (Duck Hunt)
- Mr. Game & Watch (Game & Watch)
- Ness (Mother)
- R.O.B. (Stack-Up/Gyromite)
- Wario (Wario)

### Tillgängliga genom nedladdningsbart innehåll
Följande karaktärer kan köpas via Nintendo eShop och laddas ned till spelet.
- Mewtwo (Pokémon)[5]
- Lucas (Mother)[6]
- Ryu (Street Fighter)[7]
- Roy (Fire Emblem)[7]
- Cloud Strife (Final Fantasy VII)
- Corrin (Fire Emblem Fates)
- Bayonetta (Bayonetta)

## Utveckling
Spelet tillkännagavs först på Electronic Entertainment Expo 2011. Det har bekräftats att spelet kommer att ha någon form av anslutningsmöjlighet mellan de två formaten. Det har också bekräftats att i detta spel kommer spelets skapare, Masahiro Sakurai, inte att balansera alla spelfigurer själv som han gjorde i Super Smash Bros. Brawl.